# 近鉄日本橋駅
近鉄日本橋駅（きんてつにっぽんばしえき）は、大阪府大阪市中央区日本橋一丁目にある、近畿日本鉄道（近鉄）難波線（奈良線）の駅。駅番号はA02。

## 当駅からの接続路線
- 大阪市高速電気軌道 (Osaka Metro) - 日本橋駅
  - 堺筋線
  - 千日前線

※ なお、地下鉄中央線と近鉄けいはんな線の連絡乗車券を購入した場合、地下鉄の日本橋駅との直接乗り継ぎはできない。

## 歴史
2009年3月20日の阪神電気鉄道阪神なんば線開業に合わせ、両隣の近鉄難波駅と上本町駅がそれぞれ「大阪難波駅」、「大阪上本町駅」に改称されたが、当駅については変更は見送られた。なお、自動放送においては、単に「日本橋」と案内されている。

### 年表
- 1970年（昭和45年）3月15日：近鉄難波線開通と同時に開業[2]。
- 1971年（昭和46年）4月1日：定期券専用自動改札機を設置し、供用開始[3]。
- 2007年（平成19年）4月1日：ICカード「PiTaPa」供用開始[4]。

## 駅構造

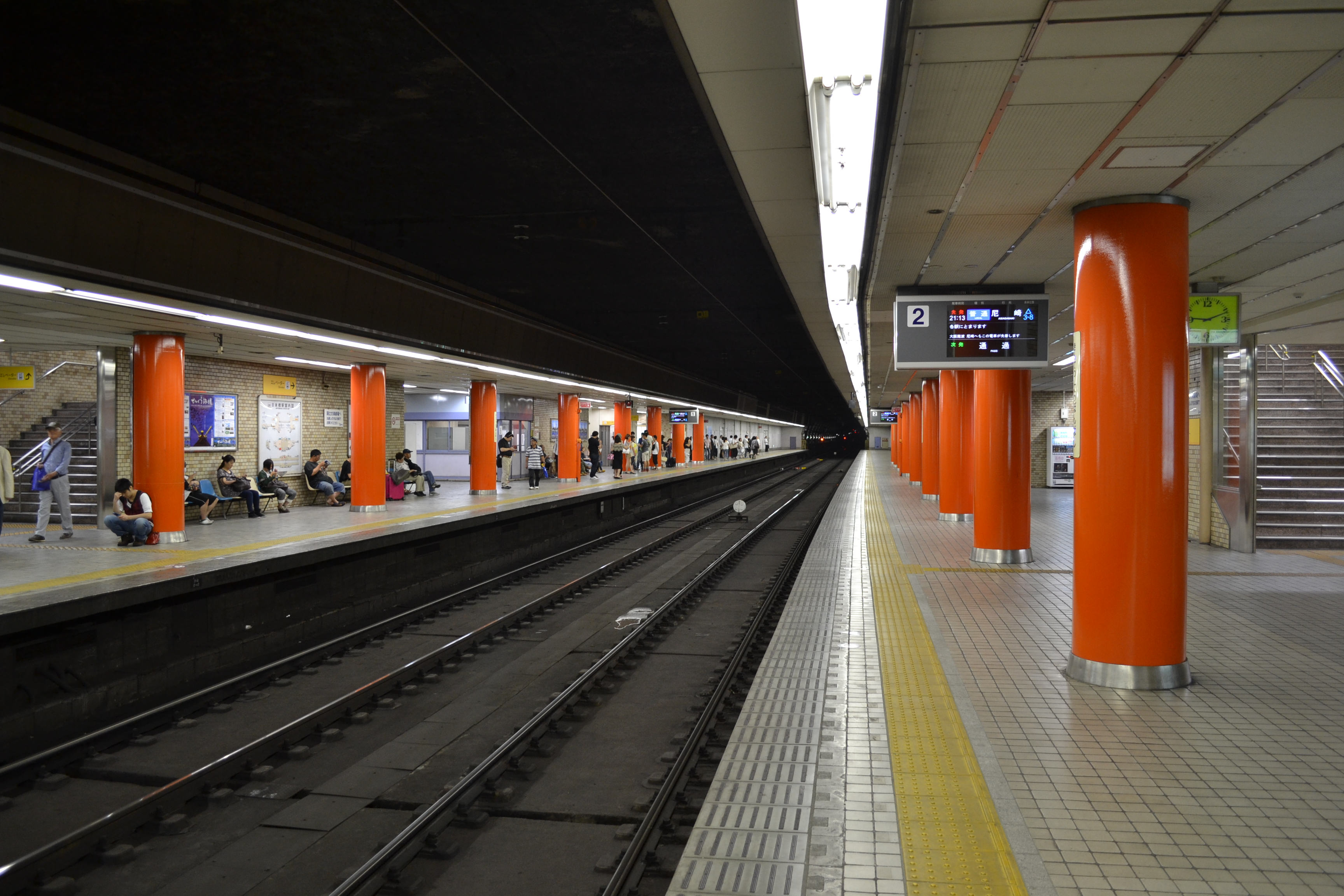
プラットホーム
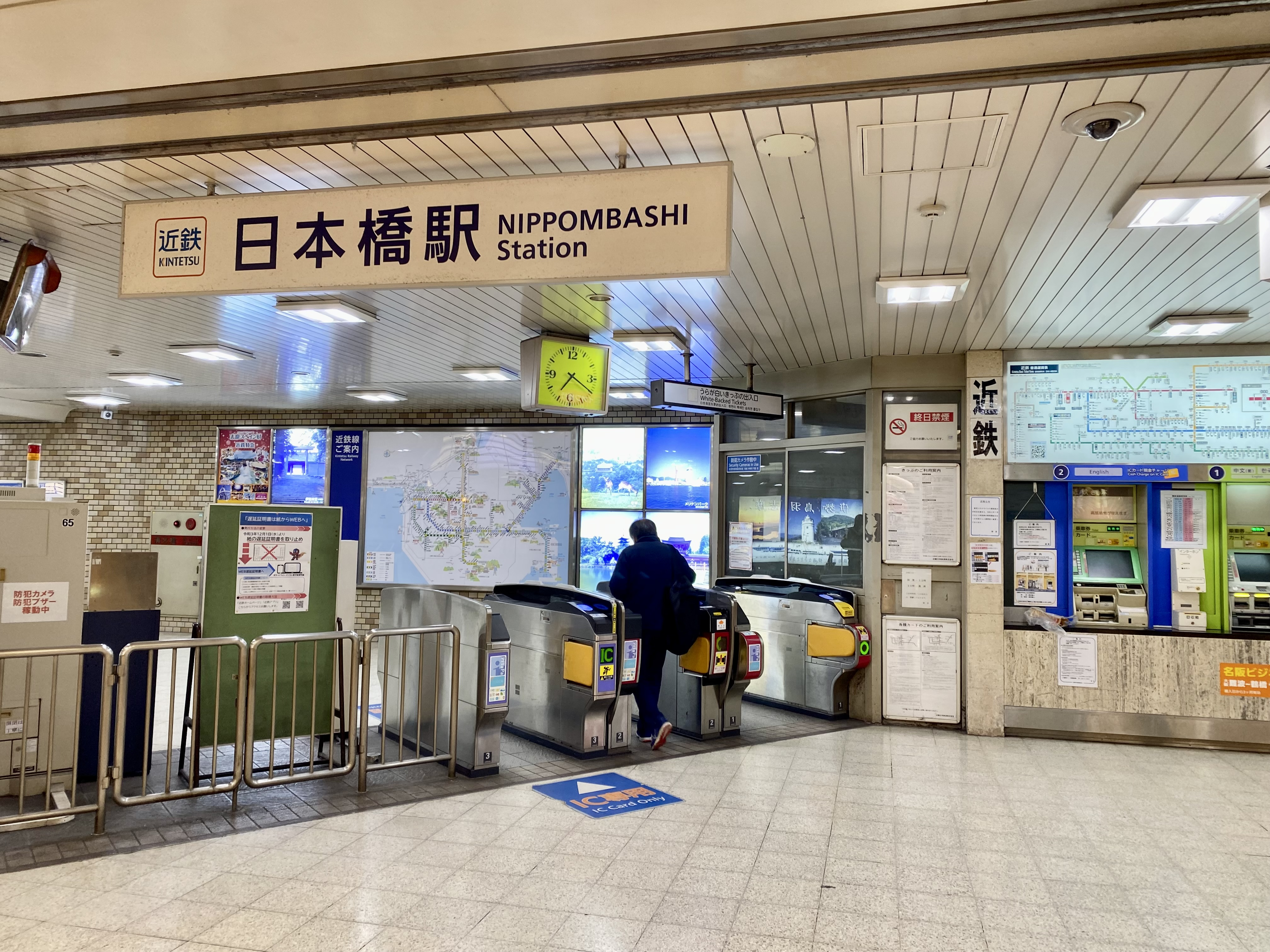
なんばウォーク改札口

相対式ホーム2面2線を有する地下駅である。ホームは地下3階にあり、有効長は10両編成分である。真上地下1階にOsaka Metro堺筋線のホームが、斜め上地下2階に千日前線のホームがある。ホームの柱の色はオレンジ。改札口は地下2階に2箇所設けられているほか、地下1階にも昼間時のみ（12時から20時まで）開放の改札が1箇所あり、なんばウォーク（地下街）に直結している。地下2階コンコースへの入口はOsaka Metro日本橋駅の地下1階（堺筋線フロアの改札外）に設けられており、地上への出入口は地下鉄と近鉄で完全に共用されている。
大阪難波駅管理の有人駅で、PiTaPa・ICOCA対応の自動改札機および自動精算機（回数券カードおよびICカードのチャージに対応）が設置されている。定期券・特急券は専用の自動発売機で購入が可能。

### のりば
| のりば | 路線             | 方向 | 行先                   |
| ------ | ---------------- | ---- | ---------------------- |
| 1      | A 難波線・奈良線 | 下り | 近鉄奈良方面           |
| 2      | A 難波線         | 上り | 大阪難波・神戸三宮方面 |

## 利用状況
2024年11月12日の乗降人員は45,920人である。近鉄全駅中では大阪阿部野橋駅・鶴橋駅・大阪難波駅・近鉄名古屋駅・京都駅・大阪上本町駅・近鉄奈良駅に次ぐ第8位で、特急通過駅では最多である。
近年における1日乗降人員の推移は下表の通り。
| 年度               | 特定日利用状況 | 特定日利用状況 | 特定日利用状況 | 特定日利用状況 | 1日平均 乗車人員 | 出典        | 出典          | 出典         |
| 年度               | 調査日         | 乗車人員       | 降車人員       | 乗降人員       | 1日平均 乗車人員 | 近鉄        | 大阪府        | 大阪市       |
| ------------------ | -------------- | -------------- | -------------- | -------------- | ---------------- | ----------- | ------------- | ------------ |
| 1990年（平成02年） | 11月06日       | 29,024         | 34,282         | 63,306         |                  |             | [ 大阪府 1 ]  |              |
| 1991年（平成03年） | -              | -              | -              | -              |                  |             | [ 大阪府 2 ]  |              |
| 1992年（平成04年） | 11月10日       | 30,104         | 36,415         | 66,519         |                  |             | [ 大阪府 3 ]  |              |
| 1993年（平成05年） | -              | -              | -              | -              |                  |             | [ 大阪府 4 ]  |              |
| 1994年（平成06年） | -              | -              | -              | -              |                  |             | [ 大阪府 5 ]  |              |
| 1995年（平成07年） | 12月05日       | 30,538         | 36,080         | 66,618         |                  |             | [ 大阪府 6 ]  |              |
| 1996年（平成08年） | -              | -              | -              | -              |                  |             | [ 大阪府 7 ]  |              |
| 1997年（平成09年） | -              | -              | -              | -              |                  |             | [ 大阪府 8 ]  |              |
| 1998年（平成10年） | 11月10日       | 30,352         | 34,192         | 64,544         |                  |             | [ 大阪府 9 ]  |              |
| 1999年（平成11年） | -              | -              | -              | -              |                  |             | [ 大阪府 10 ] |              |
| 2000年（平成12年） | 11月07日       | 28,232         | 31,623         | 59,855         |                  | [ 近鉄 1 ]  | [ 大阪府 11 ] |              |
| 2001年（平成13年） | -              | -              | -              | -              | 23,800           |             | [ 大阪府 12 ] | [ 大阪市 1 ] |
| 2002年（平成14年） | -              | -              | -              | -              | 23,463           |             | [ 大阪府 13 ] | [ 大阪市 1 ] |
| 2003年（平成15年） | 11月11日       | 26,192         | 29,009         | 55,201         | 22,815           | [ 近鉄 2 ]  | [ 大阪府 14 ] | [ 大阪市 1 ] |
| 2004年（平成16年） | -              | -              | -              | -              | 22,340           |             | [ 大阪府 15 ] | [ 大阪市 1 ] |
| 2005年（平成17年） | 11月08日       | 25,334         | 28,235         | 53,569         | 22,335           | [ 近鉄 3 ]  | [ 大阪府 16 ] | [ 大阪市 1 ] |
| 2006年（平成18年） | -              | -              | -              | -              | 22,126           |             | [ 大阪府 17 ] | [ 大阪市 1 ] |
| 2007年（平成19年） | -              | -              | -              | -              | 21,950           |             | [ 大阪府 18 ] | [ 大阪市 1 ] |
| 2008年（平成20年） | 11月18日       | 24,060         | 26,840         | 50,900         | 21,623           | [ 近鉄 4 ]  | [ 大阪府 19 ] | [ 大阪市 1 ] |
| 2009年（平成21年） | -              | -              | -              | -              | 21,409           |             | [ 大阪府 20 ] | [ 大阪市 1 ] |
| 2010年（平成22年） | 11月09日       | 23,503         | 25,340         | 48,843         | 21,361           | [ 近鉄 5 ]  | [ 大阪府 21 ] | [ 大阪市 1 ] |
| 2011年（平成23年） | -              | -              | -              | -              | 20,996           |             | [ 大阪府 22 ] | [ 大阪市 1 ] |
| 2012年（平成24年） | 11月13日       | 22,327         | 23,593         | 45,920         | 21,209           | [ 近鉄 6 ]  | [ 大阪府 23 ] | [ 大阪市 1 ] |
| 2013年（平成25年） | -              | -              | -              | -              | 21,487           |             | [ 大阪府 24 ] | [ 大阪市 1 ] |
| 2014年（平成26年） | -              | -              | -              | -              | 21,350           |             | [ 大阪府 25 ] | [ 大阪市 1 ] |
| 2015年（平成27年） | 11月10日       | 23,557         | 24,471         | 48,028         | 22,115           | [ 近鉄 7 ]  | [ 大阪府 26 ] | [ 大阪市 1 ] |
| 2016年（平成28年） | -              | -              | -              | -              | 22,672           |             | [ 大阪府 27 ] | [ 大阪市 1 ] |
| 2017年（平成29年） | -              | -              | -              | -              | 23,514           |             | [ 大阪府 28 ] | [ 大阪市 1 ] |
| 2018年（平成30年） | 11月13日       | 24,734         | 25,490         | 50,224         | 23,823           | [ 近鉄 8 ]  | [ 大阪府 29 ] | [ 大阪市 1 ] |
| 2019年（令和元年） | -              | -              | -              | -              | 23,470           |             | [ 大阪府 30 ] | [ 大阪市 2 ] |
| 2020年（令和02年） | -              | -              | -              | -              | 15,677           |             | [ 大阪府 31 ] | [ 大阪市 3 ] |
| 2021年（令和03年） | 11月09日       | 18,221         | 18,807         | 37,028         | 16,784           | [ 近鉄 9 ]  | [ 大阪府 32 ] | [ 大阪市 4 ] |
| 2022年（令和04年） | 11月08日       | 20,140         | 20,635         | 40,775         | 19,686           | [ 近鉄 10 ] | [ 大阪府 33 ] | [ 大阪市 5 ] |
| 2023年（令和05年） | 11月07日       | 22,205         | 22,335         | 44,540         | 21,822           | [ 近鉄 11 ] | [ 大阪府 34 ] | [ 大阪市 6 ] |
| 2024年（令和06年） | 11月12日       |                |                | 45,920         |                  | [ 近鉄 12 ] |               |              |

## 隣の駅
近畿日本鉄道
A 難波線（奈良線）
■快速急行・■急行・■準急・■区間準急・■普通
大阪難波駅 (A01) - 近鉄日本橋駅 (A02) - 大阪上本町駅 (A03)
- 括弧内は駅番号を示している。

### 記事本文

### 利用状況
1. ↑  駅別一日乗降人員 難波線 大阪線 - 近畿日本鉄道
2. ↑  大阪府統計年鑑 - 大阪府
3. ↑  大阪市統計書 - 大阪市

#### 近畿日本鉄道
1. ↑  駅別乗降人員 難波線 大阪線 - 近畿日本鉄道（ウェイバックマシン）
2. ↑  駅別乗降人員 難波線 大阪線 - 近畿日本鉄道（ウェイバックマシン）
3. ↑  駅別乗降人員 難波線 大阪線 - 近畿日本鉄道（ウェイバックマシン）
4. ↑  駅別乗降人員 難波線 大阪線 - 近畿日本鉄道（ウェイバックマシン）
5. ↑  駅別乗降人員 難波線 大阪線 - 近畿日本鉄道（ウェイバックマシン）
6. ↑  駅別乗降人員 難波線 大阪線 - 近畿日本鉄道（ウェイバックマシン）
7. ↑  駅別乗降人員 難波線 大阪線 - 近畿日本鉄道（ウェイバックマシン）
8. ↑  駅別乗降人員 難波線 大阪線 - 近畿日本鉄道（ウェイバックマシン）
9. ↑  近鉄線駅別乗降人員データ【調査日：令和3年11月9日(火)】 (PDF)  - 近畿日本鉄道
10. ↑  近鉄線駅別乗降人員データ【調査日：令和4年11月8日(火)】 (PDF)  - 近畿日本鉄道
11. ↑  近鉄線駅別乗降人員データ【調査日：令和5年11月7日(火)】 (PDF)  - 近畿日本鉄道
12. ↑  近鉄線駅別乗降人員データ【調査日：令和6年11月12日(火)】 (PDF)  - 近畿日本鉄道

#### 大阪府統計年鑑
1. ↑  大阪府統計年鑑（平成3年） (PDF)
2. ↑  大阪府統計年鑑（平成4年） (PDF)
3. ↑  大阪府統計年鑑（平成5年） (PDF)
4. ↑  大阪府統計年鑑（平成6年） (PDF)
5. ↑  大阪府統計年鑑（平成7年） (PDF)
6. ↑  大阪府統計年鑑（平成8年） (PDF)
7. ↑  大阪府統計年鑑（平成9年） (PDF)
8. ↑  大阪府統計年鑑（平成10年） (PDF)
9. ↑  大阪府統計年鑑（平成11年） (PDF)
10. ↑  大阪府統計年鑑（平成12年） (PDF)
11. ↑  大阪府統計年鑑（平成13年） (PDF)
12. ↑  大阪府統計年鑑（平成14年） (PDF)
13. ↑  大阪府統計年鑑（平成15年） (PDF)
14. ↑  大阪府統計年鑑（平成16年） (PDF)
15. ↑  大阪府統計年鑑（平成17年） (PDF)
16. ↑  大阪府統計年鑑（平成18年） (PDF)
17. ↑  大阪府統計年鑑（平成19年） (PDF)
18. ↑  大阪府統計年鑑（平成20年） (PDF)
19. ↑  大阪府統計年鑑（平成21年） (PDF)
20. ↑  大阪府統計年鑑（平成22年） (PDF)
21. ↑  大阪府統計年鑑（平成23年） (PDF)
22. ↑  大阪府統計年鑑（平成24年） (PDF)
23. ↑  大阪府統計年鑑（平成25年） (PDF)
24. ↑  大阪府統計年鑑（平成26年） (PDF)
25. ↑  大阪府統計年鑑（平成27年） (PDF)
26. ↑  大阪府統計年鑑（平成28年） (PDF)
27. ↑  大阪府統計年鑑（平成29年） (PDF)
28. ↑  大阪府統計年鑑（平成30年） (PDF)
29. ↑  大阪府統計年鑑（令和元年） (PDF)
30. ↑  大阪府統計年鑑（令和2年） (PDF)
31. ↑  大阪府統計年鑑（令和3年） (PDF)
32. ↑  大阪府統計年鑑（令和4年） (PDF)
33. ↑  大阪府統計年鑑（令和5年） (PDF)
34. ↑  大阪府統計年鑑（令和6年） (PDF)

#### 大阪市統計書
1. 1 2 3 4 5 6 7 8 9 10 11 12 13 14 15 16 17 18  大阪市統計書・アーカイブ版  (Microsoft Excelの.xls) - 大阪市
2. ↑  大阪市統計書・令和2年版  (Microsoft Excelの.xls) - 大阪市
3. ↑  大阪市統計書・令和3年版  (Microsoft Excelの.xls) - 大阪市
4. ↑  大阪市統計書・令和4年版  (Microsoft Excelの.xls) - 大阪市
5. ↑  大阪市統計書・令和5年版  (Microsoft Excelの.xls) - 大阪市
6. ↑  大阪市統計書・令和6年版  (Microsoft Excelの.xls) - 大阪市